# Équipe de France de rugby à XV au Tournoi des Six Nations 2008
L'Équipe de France de rugby à XV disputant le Tournoi des Six Nations 2008 est dirigée par Marc Lièvremont au poste de sélectionneur, associé à Émile Ntamack et Didier Retière. Ces derniers choisissent un groupe inédit avec de nombreux jeunes qui débutent dans le Tournoi. Cette politique fragilise la première ligne par exemple, et la paire de demis manque d'imagination ou d'expérience face à une défense galloise inverse.
L'Angleterre et le pays de Galles l'emportent contre la France.

## Classement
| Rang | Nation         | J | V | N | D | Pm  | Pe  | Diff | Pts |
| ---- | -------------- | - | - | - | - | --- | --- | ---- | --- |
| 1    | Pays de Galles | 5 | 5 | 0 | 0 | 148 | 66  | +82  | 10  |
| 2    | Angleterre     | 5 | 3 | 0 | 2 | 108 | 83  | +25  | 6   |
| 3    | France (T)     | 5 | 3 | 0 | 2 | 103 | 93  | +10  | 6   |
| 4    | Irlande        | 5 | 2 | 0 | 3 | 93  | 99  | -6   | 4   |
| 5    | Écosse         | 5 | 1 | 0 | 4 | 69  | 123 | -54  | 2   |
| 6    | Italie         | 5 | 1 | 0 | 4 | 74  | 131 | -57  | 2   |

|  | Vainqueur du tournoi (no 1). |
|  | T, tenant du titre 2007.     |

Attribution des points : Deux points sont attribués pour une victoire, un point pour un match nul, aucun point en cas de défaite.
Règles de classement : 1. point ; 2. différence de points de matchs ; 3. nombre d'essais marqués ; 4. titre partagé.

### Écosse - France
| Équipes            | Écosse - France |
| Score              | 6 -27 (6-17) |
| Date               | 3 février 2008 |
| Stade              | Murrayfield Stadium, Édimbourg |
| Arbitre            | Alain Rolland |
| Évolution du score | 3-0, 3-7, 3-10, 3-17, 6-17, 6-20, 6-27                                                                                                 |
| Écosse             | 1 drop de Parks (4e) 1 pénalité de Parks (30e)                                                                                         |
| France             | 3 essais de Clerc (12e, 64e) et Malzieu (22e) 3 transformations d’Élissalde (13e, 23e), Skrela (65e) 2 pénalités de Traille (17e, 54e) |

Résumé
Les Français mènent par 17 à 6 à la mi-temps grâce à un jeu offensif ponctué par deux essais de Vincent Clerc et Julien Malzieu. L’écart au score pourrait être plus large si Jean-Baptiste Élissalde connaissait plus de réussite : il manque deux pénalités. L’équipe de France domine la seconde mi-temps avec une mêlée plus conquérante après les entrées de Nicolas Mas et Dimitri Szarzewski. Clerc réalise un doublé en inscrivant le troisième essai français à la 64e minute. Les Français s’imposent par 27 à 6.
Composition des équipes
- Écosse[3]
  - Titulaires : 15 Rory Lamont, 14 Nikki Walker, 13 Nick De Luca, 12 Andrew Henderson, 11 Simon Webster, 10 Dan Parks, 9 Mike Blair, 7 John Barclay, 8 David Callam,6 Jason White (cap.), 5 Jim Hamilton, 4 Nathan Hines, 3 Euan Murray, 2 Ross Ford, 1 Allan Jacobsen
  - Remplaçants : 16 Fergus Thomson, 17 Gavin Kerr, 18 Scott MacLeod, 19 Kelly Brown, 20 Chris Cusiter, 21 Chris Paterson, 22 Hugo Southwell
  - Entraîneur : Frank Hadden
- France[4]
  - Titulaires : 15 Cédric Heymans, 14 Vincent Clerc, 13 David Marty, 12 Damien Traille, 11 Julien Malzieu, 10 François Trinh-Duc, 9 Jean-Baptiste Élissalde, 8 Elvis Vermeulen, 7 Thierry Dusautoir, 6 Fulgence Ouedraogo, 5 Loïc Jacquet, 4 Lionel Nallet (cap.), 3 Julien Brugnaut, 2 William Servat, 1 Lionel Faure
  - Remplaçants : 16 Nicolas Mas, 17 Dimitri Szarzewski, 18 Arnaud Méla, 19 Julien Bonnaire, 20 Morgan Parra, 21 David Skrela, 22 Aurélien Rougerie
  - Entraîneur : Marc Lièvremont

Florian Fritz était initialement prévu en no 12, il s’est fracturé le péroné de la jambe droite lors d’un entraînement de l’équipe de France, il est remplacé par David Marty. Fritz est indisponible pour toute la durée du Tournoi.
Plusieurs joueurs débutent en équipe de France : Arnaud Méla, Morgan Parra, Julien Malzieu, François Trinh-Duc, Julien Brugnaut et Lionel Faure. Loïc Jacquet, Fulgence Ouedraogo mais aussi Thierry Dusautoir font leurs débuts dans le Tournoi des six nations.

### France - Irlande
| Équipes            | France - Irlande |
| Score              | 26- 21(19-6) |
| Date               | 9 février 2008 |
| Stade              | Stade de France, Saint-Denis                                                                                             |
| Arbitre            | Nigel Owens |
| Évolution du score | 7-0, 7-3, 12-3, 12-6, 19-6, 26-6, 26-13, 26-18, 26-21                                                                    |
| France             | 4 essais de Clerc (14e, 18e, 36e) et Heymans (48e) 3 transformations d'Élissalde (15e, 37e, 49e)                         |
| Irlande            | 1 essai de pénalité (57e), 1 essai de Wallace (61e) 1 transformation d'O'Gara (57e) 3 pénalités d'O'Gara (17e, 29e, 74e) |

Résumé
Trois essais de Vincent Clerc permettent aux Français de mener par 19 à 6 à la mi-temps, alors que la domination territoriale était plutôt irlandaise. Les Français creusent l’écart en début de deuxième mi-temps avec un quatrième essai marqué par Heymans, puis les Irlandais dominent et reviennent au score en marquant deux essais (dont un de pénalité). Le pack français est dominé par les avants irlandais après les remplacements de Dimitri Szarzewski et de Lionel Faure. Les Français l’emportent cependant par 26 à 21.
Vincent Clerc réussit le coup du chapeau alors qu’il ne devait pas initialement être titulaire pour cette rencontre. Sa titularisation fut consécutive au forfait de Julien Malzieu.
Composition des équipes
- France[7]
  - Titulaires : 15 Cédric Heymans, 14 Aurélien Rougerie, 13 David Marty, 12 Damien Traille, 11 Vincent Clerc, 10 David Skrela, 9 Jean-Baptiste Élissalde, 8 Julien Bonnaire, 7 Thierry Dusautoir, 6 Fulgence Ouedraogo, 5 Lionel Nallet, 4 Arnaud Méla, 3 Lionel Faure, 2 Dimitri Szarzewski, 1 Nicolas Mas
  - Remplaçants : 16 William Servat, 17 Julien Brugnaut, 18 Loïc Jacquet, 19 Louis Picamoles, 20 Morgan Parra, 21 François Trinh-Duc, 22 Anthony Floch
  - Entraîneur : Marc Lièvremont

Par rapport à l’équipe qui avait débuté le premier match, David Skréla, Julien Bonnaire, Arnaud Méla, Nicolas Mas et Dimitri Szarzewski remplacent respectivement François Trinh-Duc, Elvis Vermeulen (blessé), Loïc Jacquet, Julien Brugnaut et William Servat. Aurélien Rougerie est titulaire, il prend la place de Vincent Clerc en no 14 qui lui-même remplace Julien Malzieu, forfait pour blessure.
- Irlande[8]
  - Titulaires : 15 Girvan Dempsey, 14 Geordan Murphy, 13 Brian O'Driscoll (cap.), 12 Andrew Trimble, 11 Rob Kearney, 10 Ronan O'Gara, 9 Eoin Reddan, 8 David Wallace, 7 Jamie Heaslip, 6 Denis Leamy, 5 Malcolm O'Kelly, 4 Donncha O'Callaghan, 3 John Hayes, 2 Bernard Jackman, 1 Marcus Horan
  - Remplaçants : 16 Rory Best, 17 Tony Buckley, 18 Mick O'Driscoll, 19 Simon Easterby, 20 Peter Stringer, 21 Paddy Wallace, 22 Shane Horgan
  - Entraîneur : Eddie O'Sullivan

Bernard Jackman, Jamie Heaslip et Rob Kearney débutent comme titulaires à la place de Rory Best, Simon Easterby et Gordon D’Arcy.

### France - Angleterre
| Équipes            | France - Angleterre |
| Score              | 13- 24 (7-13) |
| Date               | 23 février 2008 |
| Stade              | Stade de France, Saint-Denis |
| Arbitre            | Steve Walsh |
| Évolution du score | 0-7, 0-10, 7-10, 7-13, 10-13, 10-16, 10-19, 13-19, 13-24                                                                                         |
| France             | 1 essai de Nallet (24e) 1 transformation de Traille (25e) 2 pénalités de Parra (48e), Yachvili (74e)                                             |
| Angleterre         | 2 essais de Sackey (5e), Wigglesworth (79e) 1 transformation de Wilkinson (6e) 3 pénalité de Wilkinson (13e, 28e, 67e) 1 drop de Wilkinson (63e) |

Résumé
Les Anglais dominent la rencontre, marquant un premier essai en début de match par Paul Sackey et un deuxième à la 79e minute par Richard Wigglesworth, Jonny Wilkinson marque 14 points. Les Français ne trouvent la faille dans la défense anglaise qu'à la 24e minute par un essai en force de son capitaine Lionel Nallet. Après avoir battu les Français en demi-finale de la coupe du monde 2007, le XV de la Rose gagne pour la 2e fois consécutive au Stade de France.
Composition des équipes
- France[9]
  - Titulaires : 15 Cédric Heymans, 14 Aurélien Rougerie, 13 David Marty, 12 Damien Traille, 11 Vincent Clerc, 10 François Trinh-Duc, 9 Morgan Parra, 8 Louis Picamoles, 7 Thierry Dusautoir, 6 Julien Bonnaire, 5 Pascal Papé, 4 Lionel Nallet (cap.), 3 Nicolas Mas, 2 Dimitri Szarzewski, 1 Lionel Faure.
  - Remplaçants : 16 William Servat, 17 Jean-Baptiste Poux, 18 Jérôme Thion, 19 Fulgence Ouedraogo, 20 Dimitri Yachvili, 21 David Skrela, 22 Anthony Floch.
  - Entraîneur : Marc Lièvremont

Le pilier Jean-Baptiste Poux et le demi de mêlée Dimitri Yachvili remplacent Julien Brugnaut et Jean-Baptiste Élissalde qui sont blessés. Romain Millo-Chluski était initialement sélectionné, mais il a dû déclarer forfait et être remplacé par Pascal Papé. Jérôme Thion devient remplaçant à la place de Papé.
- Angleterre[12]
  - Titulaires : 15 Iain Balshaw, 14 Paul Sackey, 13 Jamie Noon, 12 Toby Flood, 11 Lesley Vainikolo, 10 Jonny Wilkinson, 9 Richard Wigglesworth, 8 Nick Easter, 7 Michael Lipman, 6 James Haskell, 5 Steve Borthwick, 4 Simon Shaw, 3 Phil Vickery (cap.), 2 Mark Regan, 1 Andrew Sheridan
  - Remplaçants : 16 Lee Mears, 17 Matt Stevens, 18 Ben Kay, 19 Tom Croft, 20 Paul Hodgson, 21 Danny Cipriani, 22 Mathew Tait.
  - Entraîneur : Brian Ashton

### France - Italie
| Équipes            | France - Italie |
| Score              | 25 - 13 (13 - 6) |
| Date               | 9 mars 2008 |
| Stade              | Stade de France, Saint-Denis |
| Arbitre            | Alan Lewis |
| Évolution du score | 7-0, 7-3, 10-3, 10-6, 13-6, 18-6, 18-13, 25-13                                                                                     |
| France             | 3 essais de Floch (13e), Jauzion (52e), Rougerie (65e) 2 transformations de Yachvili (14e, 65e) 2 pénalités de Yachvili (27e, 36e) |
| Italie             | 1 essai de Castrogiovanni (57e) 1 transformation de Marcato (58e) 2 pénalités de Marcato (18e, 30e)                                |

Résumé
Les Français mènent par 13 à 6 à la mi-temps grâce à un essai marqué par Anthony Floch, mais les Italiens font jeu égal pendant les 40 premières minutes. Les Bleus confortent leur avantage en 2e mi-temps avec deux essais de Yannick Jauzion et Aurélien Rougerie, contre un seul pour les Italiens par leur paquet d'avants emmené par Martin Castrogiovanni. L'équipe de France reste invaincue contre celle d'Italie depuis octobre 1997.
À la suite de ce résultat, la victoire dans le Tournoi se jouera entre les Gallois et les Français lors du dernier match de la compétition.
Composition des équipes
- France[13]
  - Titulaires : 15 Anthony Floch, 14 Aurélien Rougerie, 13 Yann David,12 Yannick Jauzion, 11 Julien Malzieu, 10 François Trinh-Duc, 9 Dimitri Yachvili, 8 Louis Picamoles, 7 Fulgence Ouedraogo, 6 Ibrahim Diarra, 5 Jérôme Thion, 4 Lionel Nallet (cap.), 3 Nicolas Mas, 2 Dimitri Szarzewski, 1 Fabien Barcella
  - Remplaçants : 16 Guilhem Guirado, 17 Jean-Baptiste Poux, 18 Arnaud Méla, 19 Julien Bonnaire, 20 Julien Tomas, 21 Damien Traille, 22 Vincent Clerc
  - Entraîneur : Marc Lièvremont

Trois nouveaux joueurs débutent dans l'équipe de France comme titulaires: Fabien Barcella, Ibrahim Diarra et Yann David.
- Italie[14]
  - Titulaires : 15 Andrea Marcato, 14 Kaine Robertson, 13 Gonzalo Canale, 12 Mirco Bergamasco, 11 Ezio Galon, 10 Andrea Masi, 9 Simon Picone, 8 Sergio Parisse (cap.), 7 Alessandro Zanni, 6 Josh Sole, 5 Marco Bortolami, 4 Carlo Del Fava, 3 Martin Castrogiovanni, 2 Leonardo Ghiraldini, 1 Andrea Lo Cicero
  - Remplaçants : 16 Fabio Ongaro, 17 Carlos Nieto, 18 Salvatore Perugini, 19 Jacobus Erasmus, 20 Pietro Travagli, 21 Enrico Patrizio, 22 Alberto Sgarbi
  - Entraîneur : Nick Mallett

Quatre changements dans l'équipe italienne avec la titularisation de Marco Bortolami, Kaine Robertson, Andrea Lo Cicero et Alessandro Zanni. Ce dernier remplace Mauro Bergamasco qui est suspendu.

### Galles - France
| Équipes            | Pays de Galles - France |
| Score              | 29 - 12 (9-6) |
| Date               | 15 mars 2008 |
| Stade              | Millennium Stadium, Cardiff |
| Arbitre            | Marius Jonker |
| Évolution du score | 3-0, 6-0, 6-3, 9-3, 9-6, 9-9, 16-9, 19-9, 19-12, 22-12, 29-12                                                                                  |
| Galles             | 2 essais de S.Williams (60e), M.Williams (76e) 2 transformation de S.Jones (61e, 77e) 5 pénalités de Hook (7e, 18e, 22e) et S.Jones (64e, 73e) |
| France             | 4 pénalités de Élissalde (20e, 40 + 1re, 47e) et Yachvili (71e)                                                                                |

Résumé
La victoire dans le Tournoi se joue entre les Gallois et les Français lors de ce dernier match du Tournoi. Les Français doivent gagner à Cardiff par au moins 20 points d'écart pour terminer en tête du classement ou battre les Gallois à la différence de points en gagnant par 19 points d'avance et en marquant plus d'essais que leurs adversaires. Avant ce match, l'équipe de France a remporté les cinq dernières confrontations France-Galles au Millennium Stadium.
Les défenses prennent l'avantage sur les attaques en première mi-temps, les Gallois mènent par 9-6 grâce à trois pénalités de James Hook contre deux de Jean-Baptiste Élissalde. Les Gallois dominent la seconde mi-temps, marquant deux essais par Shane Williams et Martyn Williams.
Le pays de Galles remporte le Tournoi en réalisant le Grand Chelem, le 10e de son histoire.
À noter que pour ce match, le stade accueille 74609 spectateurs, établissant son record d'affluence
Composition des équipes
- Pays de Galles[16]
  - Titulaires : 15 Lee Byrne, 14 Mark Jones,13 Tom Shanklin, 12 Gavin Henson, 11 Shane Williams, 10 James Hook, 9 Mike Phillips 8 Ryan Jones (cap.), 7 Martyn Williams, 6 Jonathan Thomas, 5 Alun Wyn Jones, 4 Ian Gough, 3 Adam Jones, 2 Huw Bennett, 1 Gethin Jenkins
  - Remplaçants : 16 Matthew Rees,17 Duncan Jones, 18 Ian Evans, 19 Gareth Delve, 20 Dwayne Peel, 21 Stephen Jones, 22 Sonny Parker.
  - Entraîneur : Warren Gatland

James Hook remplace Stephen Jones au poste de demi d'ouverture. Huw Bennett rentre au poste de talonneur.
- France[17]
  - Titulaires : 15 Anthony Floch, 14 Vincent Clerc, 13 Yannick Jauzion, 12 Damien Traille, 11 Julien Malzieu, 10 David Skrela, 9 Jean-Baptiste Élissalde, 8 Julien Bonnaire, 7 Fulgence Ouedraogo, 6 Thierry Dusautoir, 5 Jérôme Thion, 4 Lionel Nallet (cap.), 3 Nicolas Mas, 2 Dimitri Szarzewski, 1 Fabien Barcella.
  - Remplaçants : 16 William Servat, 17 Jean-Baptiste Poux, 18 Arnaud Méla, 19 Elvis Vermeulen, 20 Dimitri Yachvili, 21 François Trinh-Duc, 22 Cédric Heymans.
  - Entraîneur : Marc Lièvremont

## Source
- Résultats détaillés de l'édition 2008 du Tournoi des 6 nations, sur itsrugby.fr